# Ruggero Biancani
Ruggero Biancani (San Giovanni in Persiceto, 25 gennaio 1915 – San Lazzaro di Savena, 6 febbraio 1993) è stato un discobolo e pesista italiano.

## Biografia
Biancani, che militava nella Virtus Atletica Bologna, fu campione italiano assoluto del lancio del disco nel 1935. Grazie a questo risultato, nel 1936 prese parte ai Giochi olimpici di Berlino, dove però non superò le fasi di qualificazione (in quella stessa gara il connazionale Giorgio Oberweger e compagno di squadra conquistò la medaglia di bronzo).
Nel 1937 tornò a competere ai campionati italiani di atletica leggera, questa volta nel getto del peso, riuscendo a conquistare un nuovo titolo nazionale.

## Palmarès
| Anno | Manifestazione  | Sede    | Evento           | Risultato | Prestazione | Note |
| ---- | --------------- | ------- | ---------------- | --------- | ----------- | ---- |
| 1936 | Giochi olimpici | Berlino | Lancio del disco | n/d (q)   | n/d (q)     |      |

## Campionati nazionali
- 1 volta campione italiano assoluto del getto del peso (1937)
- 1 volta campione italiano assoluto del lancio del disco (1935)

1934
- Bronzo ai campionati italiani assoluti, lancio del disco - 42,19 m

1935
- Oro ai campionati italiani assoluti, lancio del disco - 44,07 m
- Bronzo ai campionati italiani assoluti, salto in alto - 1,80 m

1936
- Argento ai campionati italiani assoluti, lancio del disco - 43,12 m

1937
- Oro ai campionati italiani assoluti, getto del peso - 13,62 m
- Bronzo ai campionati italiani assoluti, lancio del disco - 42,67 m

1938
- Argento ai campionati italiani assoluti, salto in alto - 1,90 m
- Argento ai campionati italiani assoluti, lancio del disco - 44,54 m

1939
- Argento ai campionati italiani assoluti, getto del peso - 14,47 m
- Bronzo ai campionati italiani assoluti, decathlon - 5522 p.

1940
- Argento ai campionati italiani assoluti, lancio del disco - 45,64 m
- Bronzo ai campionati italiani assoluti, getto del peso - 13,91 m

1946
- Bronzo ai campionati italiani assoluti, lancio del disco - 43,39 m